# Blackhill Enterprises
Blackhill Enterprises — ныне не существующая компания, предоставлявшая менеджерские услуги рок-музыкантам, основанная в виде равноправного партнёрства четырьмя участниками первоначального состава группы Pink Floyd (Сид Барретт, Ник Мейсон, Роджер Уотерс и Ричард Райт), а также Питером Дженнером и Эндрю Кингом.
Компания Blackhill Enterprises была организатором первых бесплатных концертов в лондонском Гайд-парке.
После того как Сид Барретт покинул Pink Floyd, партнерство группы с Blackhill Enterprises было прекращено, а Дженнер и Кинг продолжили сотрудничать с Барреттом в качестве сольного артиста. После окончательного прекращения деятельности Blackhill Enterprises и Дженнер, и Кинг продолжали работать в музыкальном менеджменте.
В разные годы компания предоставляла услуги следующим исполнителям:
- Марк Болан (который познакомился со своей женой Джун Чайлд, когда она работала секретаршей в Blackhill Enterprises)[1]
- Edgar Broughton Band
- The Clash[1]
- Иэн Дьюри
- Рой Харпер[1]
- Alberto Y Lost Trios Paranoias[англ.]
- Кевин Эйерс
- Бриджит сент Джон[англ.]
- The Action (до января 1969 года, пока они не переименовались Mighty Baby и не прекратили сотрудничество с Blackhill Enterprises)[2].